# راي وايت
راي وايت (بالإنجليزية: Ray White)‏ (13 أغسطس 1918 المملكة المتحدة - 1 يناير 1988) هو لاعب كرة قدم بريطاني.